# 1120 Каннонія
1120 Каннонія (1120 Cannonia) — астероїд головного поясу, відкритий 11 вересня 1928 року. Названий на честь жінки-астронома Енні Джамп Кеннон.
Тіссеранів параметр щодо Юпітера — 3,634.